# Instituto de Ecología (Universidad Nacional Autónoma de México)
El Instituto de Ecología es un centro de investigación de la Universidad Nacional Autónoma de México fundado el 13 de noviembre de 1996. Es reconocido por el trabajo de investigación científica en las ramas de ecología, evolución y conservación de recursos naturales.

## Historia
El Instituto de Ecología surgió a partir del Laboratorio de Ecología de Poblaciones del Instituto de Biología de la misma UNAM. El laboratorio se convirtió en Departamento de Ecología en 1985, todavía dentro del Instituto de Biología, pero el 23 de marzo de 1988 el Consejo Universitario de la UNAM le dio la categoría y nombre de Centro de Ecología. Al mismo tiempo se trasladó a los edificios que hoy ocupa el Instituto de Ecología en Ciudad Universitaria. El Instituto de Ecología, con su nombre actual, fue creado por acuerdo del Consejo Universitario del 13 de noviembre de 1996.

## Ubicación
El Instituto de Ecología se ubica en el circuito exterior de Ciudad Universitaria en la Ciudad de México. Cuenta con tres edificios, el más nuevo aloja el Laboratorio Nacional de Ciencias de la Sostenibilidad.

## Organización
El Instituto de Ecología, está organizado en cuatro departamentos: Ecología de la Biodiversidad, Ecología Evolutiva, Ecología Funcional y el Laboratorio Nacional de Ciencias de la Sostenibilidad (Lancis) cuya misión es "Impulsar las Ciencias de la Sostenibilidad a través de la innovación en la investigación transdisciplinaria, la enseñanza, la vinculación y el desarrollo tecnológico, con el fin de ligar la ciencia y la toma de decisiones para facilitar el tránsito hacia la sostenibilidad en el país".
La comunidad del Instituto se compone de más de 60 académicos (científicas, científicos, técnicas y técnicos), personal administrativo y estudiantes (de licenciatura y posgrado). La directora y primera mujer en desempeñar este cargo en el Instituto de Ecología, es Ana Elena Escalante Hernández.